# Auran
La Auran è una ditta australiana con sede a Brisbane, produttrice di alcuni simulatori per PC, tra cui il famoso simulatore ferroviario Trainz. È stata creata nel 1995 da Greg Lane e Graham Edelsten.
Il primo videogioco con sigla Auran è arrivato sul mercato nel 1997, intitolato Dark Reign: The Future of War.

## Giochi sviluppati dalla Auran
- Dark Reign: The Future of War
- Trainz
- Bridge It
- Fury

## Giochi distribuiti dalla Auran
- War on Terror
- Battlestar Galactica
- Spellforce
- Chaser (videogioco)